# 1952 en combiné nordique
| Années du combiné nordique : 1949 - 1950 - 1951 - 1952 - 1953 - 1954 - 1955    |
| Décennies du combiné nordique : 1920 - 1930 - 1940 - 1950 - 1960 - 1970 - 1980 |

Cette page reprend les résultats de combiné nordique de l'année 1952.

## Festival de ski d'Holmenkollen
L'édition 1952 du festival de ski d'Holmenkollen donna lieu à un podium entièrement norvégien : Gunder Gundersen remporta l'épreuve devant Simon Slåttvik et Sverre Stenersen.

## Jeux du ski de Lahti
L'épreuve de combiné des Jeux du ski de Lahti 1952 donna lieu à un podium entièrement finlandais : Heikki Hasu remporta l'épreuve devant Paavo Korhonen et Aulis Sipponen.

## Jeux du ski de Suède
L'épreuve de combiné des Jeux du ski de Suède 1952 fut remportée par un coureur norvégien, Johan Vanvik, devant son compatriote Gunder Gundersen. L'Autrichien Hans Eder complète le podium.

## Jeux olympiques
Les Jeux olympiques d'hiver eurent lieu à Oslo, la capitale de la Norvège.
L'épreuve de combiné fut remportée par le Norvégien Simon Slåttvik devant le Finlandais Heikki Hasu et le Norvégien Sverre Stenersen.

## Championnats nationaux

### Championnats d'Allemagne
Les résultats des deux Championnats d'Allemagne de combiné nordique 1952 manquent.

### Championnat d'Estonie
Le Championnat d'Estonie 1952 eut lieu à Tallinn. Il fut remporté par Ants Aavola devant Osvald Mõttus. Elmot Heido complète le podium.

### Championnat des États-Unis
Le championnat des États-Unis 1952 eut lieu à McCall, dans l'Idaho. Il a été remporté par Corey Engen (en).

### Championnat de Finlande
Les résultats du championnat de Finlande 1952 manquent.

### Championnat de France
Les résultats du championnat de France 1952 manquent.

### Championnat d'Islande
Le championnat d'Islande 1952 fut remporté par Magnús Andrésson.

### Championnat d'Italie
En 1952, on retrouve sur le podium du championnat d'Italie les mêmes protagonistes que l'année précédente, dans un ordre différent : il fut remporté par Alfredo Prucker, vice-champion sortant, devant le champion sortant, Rizzieri Rodeghiero (en). Seul le troisième du championnat ne change pas : en 1952 comme un an auparavant, Piero Pennacchio (de) occupe cette place.

### Championnat de Norvège
Le championnat de Norvège 1952 se déroula à Porsgrunn.
Le vainqueur fut Per Gjelten devant Ottar Gjermundshaug. Simon Slåttvik et Sverre Stenersen sont ex æquo sur la troisième marche du podium ; il est rare qu'un ex æquo se produise en combiné.

### Championnat de Pologne
Après quatre victoires consécutives de Józef Daniel Krzeptowski (pl), le championnat de Pologne 1952 est remporté par un nouveau champion : Jan Raszka (pl), du club WKS Zakopane.

### Championnat de Suède
Le championnat de Suède 1952 a distingué Erik Elmsäter, du club IFK Kiruna. Le titre des clubs ne fut pas décerné.

### Championnat de Suisse
Le Championnat de Suisse 1952 a eu lieu au Brassus.
Le champion sortant, Alfons Supersaxo, conserva son titre. Il s'imposa devant Fritz Kocher et André Reymond.